# Верхняя Горца
Верхняя Горца — деревня в Юрьянском районе Кировской области в составе Загарского сельского поселения.

## География
Находится на расстоянии примерно 4 километра на северо-восток от поселка Мурыгино.

## История
Известна с 1873 года когда в ней (тогда Окуловская 2-я) отмечено дворов 14 и жителей 112, в 1905 19 и 142, в 1926 29 и 153, 1950 24 и 91, в 1989 постоянных жителей не учтено .

## Население
Постоянное население  составляло 4 человека (русские 75%) в 2002 году, 3 в 2010.